# Discografie van Costa Cordalis
Deze discografie is een overzicht van het muzikale werk van de Duits-Griekse popzanger Costa Cordalis en zijn pseudoniemen zoals Dschungelkönig Costa I. Sinds 1997 nam Costa albums op samen met zijn zoon Lucas Cordalis. Samen vormden ze het Duo Cordalis. Zijn meest succesvolle album was de compilatie Costa Cordalis (1980) met meer dan 250.000 verkochte exemplaren.

## Albums

### Studioalbums
| Jaar | Titel                            | Hitlijstklassering | Hitlijstklassering | Hitlijstklassering | Opmerkingen                         |
| Jaar | Titel                            | DE                 | AT                 | CH                 | Opmerkingen                         |
| ---- | -------------------------------- | ------------------ | ------------------ | ------------------ | ----------------------------------- |
| 1967 | Folklore aus aller Welt          | —                  | —                  | —                  | Eerste publicatie: 1967             |
| 1970 | Ich träume manchmal von Athen    | —                  | —                  | —                  | Eerste publicatie: 1970             |
| 1972 | Die Liebe bist du                | —                  | —                  | —                  | Eerste publicatie: 1972             |
| 1973 | Wo meine Träume sind             | —                  | —                  | —                  | Eerste publicatie: 1973             |
| 1975 | Sommerträume                     | —                  | —                  | —                  | Eerste publicatie: 1975             |
| 1976 | Ich geh’ durch deine Straße      | 29 (6 weken)       | —                  | —                  | Eerste publicatie: 1976             |
| 1977 | Ich zeige dir das Paradies       | —                  | —                  | —                  | Eerste publicatie: 1977             |
| 1978 | Ein neuer Tag                    | —                  | —                  | —                  | Eerste publicatie: 1978             |
| 1979 | Komm in meine Welt               | —                  | —                  | —                  | Eerste publicatie: 1979             |
| 1981 | Auf der Straße meiner Lieder     | 64 (2 weken)       | —                  | —                  | Eerste publicatie: 1981             |
| 1983 | Dich berühren                    | —                  | —                  | —                  | Eerste publicatie: 1983             |
| 1995 | Nur mit dir                      | —                  | —                  | —                  | Eerste publicatie: 15 januari 1995  |
| 1995 | Der Vorhang geht auf             | —                  | —                  | —                  | Eerste publicatie: 4 september 1995 |
| 1996 | Ich will dir den Himmel schenken | —                  | —                  | —                  | Eerste publicatie: 14 oktober 1996  |
| 1997 | Viva la noche                    | 60 (4 weken)       | —                  | —                  | Eerste publicatie: 11 augustus 1997 |
| 1998 | Party Tropical                   | 61 (4 weken)       | 33 (2 weken)       | —                  | Eerste publicatie: 1998             |
| 1999 | Heiße Nacht                      | 87 (1 week)        | —                  | —                  | Eerste publicatie: 1999             |
| 2000 | Hasta la Vista Baby              | —                  | —                  | —                  | Eerste publicatie: 2000             |
| 2003 | Athen 2004                       | —                  | —                  | —                  | Eerste publicatie: 16 augustus 2003 |
| 2004 | Ich sag’ hallo zu dir            | —                  | —                  | —                  | Eerste publicatie: 8 november 2004  |
| 2006 | Das Leben ist schön              | —                  | —                  | —                  | Eerste publicatie: 6 oktober 2006   |
| 2013 | Gib mir deine Liebe              | —                  | —                  | —                  | Eerste publicatie: 1 november 2013  |
| 2014 | Damals in Mexico                 | —                  | —                  | —                  | Eerste publicatie: 21 mei 2014      |

### Livealbums
- 1977: Die große Costa-Cordalis-Show

### Compilaties
| Jaar | Titel         | Hitlijstklassering | Hitlijstklassering | Hitlijstklassering | Opmerkingen                     |
| Jaar | Titel         | DE                 | AT                 | CH                 | Opmerkingen                     |
| ---- | ------------- | ------------------ | ------------------ | ------------------ | ------------------------------- |
| 2019 | In Erinnerung | —                  | 52 (1 week)        | —                  | Eerste publicatie: 26 juli 2019 |

### Verdere compilaties
| - 1971: Meine Lieder – meine Songs - 1978: Costa Cordalis – Die großen Erfolge - 1978: Hitparade – Seine 12 größten Erfolge - 1980: Costa Cordalis (1980) (Verkäufe: + 250.000; DE: ) - 1980: Seine 20 schönsten Lieder - 1980: Der Vorhang geht auf - 1981: Costa Cordalis - 1981: Pan – Seine größten Hits - 1986: Star-Festival - 1990: Seine großen Erfolge - 1990: Costa Cordalis (1990) - 1991: Das große deutsche Schlager-Archiv (mit Bernd Clüver) - 1992: Seine größten Erfolge - 1993: Die großen Erfolge - 1994: Costa Cordalis singt Ihre Lieblingshits - 1994: Meine schönsten Lieder - 1995: Seine größten Erfolge Vol. 2 - 1996: Tanz mit mir - 1996: Costa Cordalis (1996) - 1997: Spiel Bouzouki | - 2000: Schlagerparty mit Costa Cordalis - 2000: Costa Cordalis (2000) - 2000: Das andere Gesicht - 2001: Es stieg ein Engel vom Olymp - 2002: Lass deine Träume fliegen - 2002: Anita - 2003: Portrait – Gold Serie - 2004: Der Weg von gestern bis Athen - 2004: Anita – Das Beste von Costa Cordalis - 2004: Costa Cordalis international - 2004: Mein Portrait - 2004: Seine größten Hits - 2005: Nur das Allerbeste – Platinum Collection - 2005: Meine Besten - 2007: Hautnah – Die Geschichten meiner Stars - 2008: Kult Welle – 14 Lieder - 2009: Dieter Thomas Heck präsentiert: 40 Jahre ZDF Hitparade - 2009: Cordalis Collection - 2013: Best of - 2013: Bild Schlager Stars |

### Remixalbums
- 1997: Sommer Party – im Non-Stop Mix
- 2008: In the Mix

### EP's
- 1980: Costa Cordalis (Amiga Quartett) (VÖ in de DDR)
- 1984: Anita (Amiga Quartett) (VÖ in de DDR)

### Kerstalbums
- 1977: Weihnachten in Deutschland
- 1996: Weihnachten mit Costa Cordalis
- 1998: Weiße Weihnacht
- 2004: Weihnachten
- 2013: Fröhliche Weihnachten

## Singles

### Als leadmuzikant
| Jaar | Titel Album                                                       | Hitlijstklassering | Hitlijstklassering | Hitlijstklassering | Opmerkingen                        |
| Jaar | Titel Album                                                       | DE                 | AT                 | CH                 | Opmerkingen                        |
| ---- | ----------------------------------------------------------------- | ------------------ | ------------------ | ------------------ | ---------------------------------- |
| 1965 | Tränen in deinen Augen Meine Lieder – meine Songs                 | 32 (4 weken)       | —                  | —                  | Eerste publicatie: augustus 1965   |
| 1971 | Und die Sonne ist heiß Ich träume manchmal von Athen              | 28 (7 week)        | —                  | —                  | Eerste publicatie: juli 1971       |
| 1972 | Es wird schon weitergeh’n Die Liebe bist du                       | 48 (1 week)        | —                  | —                  | Eerste publicatie: juli 1972       |
| 1972 | Unbekanntes Mädchen Wo meine Träume sind                          | 48 (1 week)        | —                  | —                  | Eerste publicatie: 1972            |
| 1973 | SOS Wo meine Träume sind                                          | 40 (1 week)        | —                  | —                  | Eerste publicatie: 1973            |
| 1973 | Carolina, komm Wo meine Träume sind                               | 17 (24 weken)      | —                  | —                  | Eerste publicatie: 1973            |
| 1974 | Steig in das Boot heute Nacht, Anna Lena Sommerträume             | 15 (22 weken)      | —                  | —                  | Eerste publicatie: april 1974      |
| 1974 | Santa Maria del mare, adieu Sommerträume                          | 30 (6 weken)       | —                  | —                  | Eerste publicatie: 1974            |
| 1975 | Es stieg ein Engel vom Olymp Sommerträume                         | 19 (18 weken)      | —                  | —                  | Eerste publicatie: 1975            |
| 1975 | Shangri-La Ich geh’ durch deine Straße                            | 27 (20 weken)      | —                  | —                  | Eerste publicatie: 1975            |
| 1976 | Die Blumen der Nacht Ich geh’ durch deine Straße                  | 32 (10 weken)      | —                  | —                  | Eerste publicatie: 1976            |
| 1976 | Anita Ich geh’ durch deine Straße                                 | 3 (25 weken)       | 4 (28 weken)       | 1 (17 weken)       | Eerste publicatie: 1976            |
| 1977 | Die süßen Trauben hängen hoch Ich zeige dir das Paradies          | 19 (14 weken)      | —                  | —                  | Eerste publicatie: 1977            |
| 1977 | Don Pedro (Ein Küsschen in Ehren …) Ich zeige dir das Paradies    | 33 (9 weken)       | —                  | —                  | Eerste publicatie: 1977            |
| 1980 | Pan Pan – Seine größten Hits                                      | 22 (15 weken)      | —                  | —                  | Eerste publicatie: 1980            |
| 1980 | Am Tag, als die Sonne nicht mehr kam Auf der Straße meiner Lieder | 64 (7 weken)       | —                  | —                  | Eerste publicatie: 1980            |
| 1997 | Viva la noche ’97 Viva la noche                                   | 61 (9 weken)       | —                  | —                  | Eerste publicatie: 5 mei 1997      |
| 1998 | Partymann Party Tropical                                          | —                  | 35 (6 weken)       | —                  | Eerste publicatie: 20 mei 1998     |
| 2004 | Jungle Beat Ich sag’ hallo zu dir                                 | 65 (5 weken)       | —                  | —                  | Eerste publicatie: 19 januari 2004 |

### Verdere singles
| - 1966: Sag warum - 1966: Teško mi je zaboravit tebe - 1966: Morgen wird alles vorbei sein - 1966: So schön wird’s nie mehr wieder sein - 1967: Sag es mir - 1967: Ich hab’ dir alles längst verzieh’n - 1968: Morgen wird alles vorbei sein - 1969: Die große Liebe - 1969: Sansibar - 1970: Ich öffne dir die Tür zum großen Glück - 1970: Lebe dein Leben - 1970: Marisa - 1970: Helena - 1970: Primavera - 1971: Cuando es sol ya se va - 1972: Mona, oh Mona - 1972: Du hast ja Tränen in den Augen - 1975: Love Me Tender - 1978: Du - 1978: Nimm das nächste Schiff nach Rhodos (I Love, I Love, I Love You) - 1978: Was nun kleiner Mann - 1978: Ich zeige dir das Paradies - 1979: Spiel Bouzouki - 1979: Der Wein von Samos - 1979: Ihr zweiter Frühling war ein Herbst - 1979: Das alte Lied von Helena - 1980: Keine liebt wie du - 1981: Ikarus - 1981: Ich hol’ Dich raus - 1982: Dich berühren - 1982: Feuer verglüht mit der Zeit - 1983: Am Strand von Griechenland - 1983: Ich mag Dich - 1984: Wenn der Regen auf uns fällt (Lena Valaitis & Costa Cordalis) | - 1984: Lava und Eis - 1986: Auf die Ski und los - 1986: Hast du Zeit für einen Traum - 1989: Angie - 1989: Asche oder Glut - 1990: Im Zeichen der Venus - 1995: Himmel auf Erden - 1995: Ich komm wieder - 1995: Nur mit dir - 1996: Komm schenke mir die Sonne - 1996: Terra magica - 1996: Tanz mit mir - 1997: Träume einer Sommernacht - 1997: Vamos a la playa - 1998: Hier kommt Cordalis - 1999: Heiße Nacht - 2000: Hüttenhammer - 2000: La felicidad - 2000: Hey Baby - 2002: Eins, zwei, drei - 2003: Gib mir deine Liebe - 2003: Königin der Nacht - 2003: Ich träume manchmal von Athen - 2004: Sonne in der Nacht - 2004: König Otto (Gott Rehakles) - 2004: Olympia ich sag hallo zu dir - 2005: Pisten-Party Polizei - 2005: Sexy Sexy Lady - 2006: Wir stehen auf für den Champion - 2007: Weißer Anzug - 2007: Geh nicht fort - 2009: Ritmo de la noche - 2014: Tanz mit mir! - 2018: Amor |

### Als gastmuzikant
| Jaar | Titel Album                               | Hitlijstklassering | Hitlijstklassering | Hitlijstklassering | Opmerkingen                        |
| Jaar | Titel Album                               | DE                 | AT                 | CH                 | Opmerkingen                        |
| ---- | ----------------------------------------- | ------------------ | ------------------ | ------------------ | ---------------------------------- |
| 2004 | Ich bin ein Star – holt mich hier raus! – | 2 (9 weken)        | 18 (8 weken)       | 31 (4 weken)       | Eerste publicatie: 28 januari 2004 |

### Verdere gastbijdragen
- 1995: Lass uns noch einmal Kinder sein (als deel van Stars für Wolke 7)
- 2012: Keine Kohle (Matze Knop feat. Costa Cordalis)

## Boxsets
- 2001: Hitbox